# Homer the Vigilante
"Homer the Vigilante" är avsnitt 11 från säsong fem av Simpsons. Avsnittet sändes på Fox i USA den 6 januari 1994. I avsnittet drabbas Springfield av ovanligt många inbrott. Då polisen inte griper inbrottstjuven bestämmer sig Homer och hans vänner för att själva göra det. Med hjälp av farfar grips tjuven som är pensionären Molloy. Molloy lyckas senare fly då han får invånarna att leta efter en påhittad skatt. Avsnittet skrevs av John Swartzwelder och regisserades av Jim Reardon. Sam Neill gästskådespelar som Molloy. Avsnittet finns med i videoutgåvan The Simpsons: Crime and Punishment. Avsnittet innehåller referenser till bland annat En ding, ding, ding, ding värld och Dr. Strangelove eller: Hur jag slutade ängslas och lärde mig älska bomben. Avsnittet fick en Nielsen ratings på 12.2, och var det mest sedda på Fox under veckan.

## Handling
Springfield drabbas av en inbrottstjuv. Det blir inbrott bland annat hos familjen Simpson och tjuven stjäl Lisas saxofon, Marges pärlhalsband, Barts frimärkssamling och Homer bärbara tv. Invånarna i Springfield blir rädda för inbrott och installerar högteknologiska inbrottsskydd. Polisen lyckas inte gripa brottslingen, så Homer och hans vänner startar ett medborgargarde för att gripa tjuven. Det går några veckor och ingen har ännu gripit tjuven, istället har brottsligheten ökat. Homer gästar Kent Brockman i hans TV-program dit inbrottstjuven ringer och berättar att han kommer ta världens största zircon från Springfields museum som nästa stöld. Homer börjar vakta museet där den ställs ut men misslyckas och blir utskämd och hatad av invånarna.
Då Homer är hemma kommer Abraham Simpson hem och berättar att han vet vem tjuven är, det är Molloy på ålderdomshemmet. Molloy grips och han ger tillbaka alla de stulna föremålen. Medan Molloy sitter i häktet berättar han för Homer och polisen om sin skatt som finns under ett stort "T". Detta får Homer och polisen tillsammans med resten av invånarna att leta efter skatten. Då de gräver hittar de en låda som visar sig innehålla ett meddelande från Molloy där det står att det inte finns någon skatt och att han rymde från häktet medan de letade. Invånarna ger inte upp och fortsätter leta efter en skatt, men efter att ha grävt länge ger de till slut upp.

## Produktion
Avsnittet skrevs av John Swartzwelder och regisserades av Jim Reardon. Sam Neill gästskådespelar som Molloy. David Mirkin ville ha med Neill eftersom han ett fan av serien, han har berättat att han var duktig på att bli regisserad och gjorde ett bra jobb. Neill har sagt att inspelningen var högpunkten i hans karriär. Avsnittet finns med på videoutgåvan, The Simpsons: Crime and Punishment. Matt Groening, David Silverman och Mirkin medverkade som kommentarer på DVD-utgåvan från säsongen.

## Kulturella referenser
Molloy baserades på A. J. Raffles i Herr Raffles gör visit. Musiken i början på avsnittet är från Den rosa pantern. Flanders berättar för Homer att hans strandhanduk av Turinsvepningen stals. Då Homer drömmer att han rider på en atombomb är det en referens från Dr. Strangelove eller: Hur jag slutade ängslas och lärde mig älska bomben. Homers replik till en person att hans bil redan var uppe och ner då han kom och att hans mormor borde ha ett bättre ordförråd som en referens till En bra karl är svårt att finna av Flannery O'Connor. Scenen då Homer och rektor Skinner pratar utanför museet är en referens till Dragnet. Som i En ding, ding, ding, ding värld lurar Molloy invånarna i Springfield att leta efter en skatt gömd under en stor bokstav. Bart lurar i avsnittet Phil Silvers att köra med sin bil ner i en flod.

## Mottagande
Avsnittet sändes på Fox i USA den 6 januari 1994. Avsnittet hamnade på plats 41 över mest sedda program under veckan med en Nielsen ratings på 12.2, vilket gav 11,5 miljoner hushåll och det mest sedda på Fox under veckan. I boken I Can't Believe It's a Bigger and Better Updated Unofficial Simpsons Guide anser Warren Martyn och Adrian Wood att avsnittet saknar fokus men innehåller många bra delar som Professor Frinks gående hus och att Clancy Wiggum är mest värdelös. Hos DVD Movie Guide har Colin Jacobson sagt att efter många tidigare avsnitt har avsnittet en annan fokus. Det är inte lika underbart som förra men är ändå starkt. Mycket av humorn finns i Homers nya makt. Hos Currentfilm.com har det skrivits att avsnittet är ett av fansens favoriter men att det bara finns några bra roliga delar. Les Winan på Box Office Prophets kallar avsnittet för en av de bästa från säsongen. Avsnittet är en av Mike Chapple på Liverpool Daily Posts tre favoriter från säsongen. Patrick Bromley på DVD Verdict har gett avsnittet betyget B, och Bill Gibron från DVD Talk gav avsnittet betyg 4 av 5.